# Xã Oakland, Quận Venango, Pennsylvania
Xã Oakland (tiếng Anh: Oakland Township) là một xã thuộc quận Venango, tiểu bang Pennsylvania, Hoa Kỳ. Năm 2010, dân số của xã này là 1.504 người.